# Flaignes-Havys

Flaignes-Havys este o comună în departamentul Ardennes din nordul Franței. În 1 ianuarie 2022 avea o populație de 92 de locuitori.